# Edgard (Luisiana)
Edgard é uma Região censo-designada localizada no estado americano de Luisiana, na Paróquia de St. John the Baptist.

## Demografia
Segundo o censo americano de 2000, a sua população era de 2637 habitantes.

## Geografia
De acordo com o United States Census Bureau tem uma área de
46,3 km², dos quais 40,2 km² cobertos por terra e 6,1 km² cobertos por água.

## Localidades na vizinhança
O diagrama seguinte representa as localidades num raio de 12 km ao redor de Edgard.